# フェラーリ・F40
F40（伊：effe quaranta /エッフェ クアランタ）は、1987年にフェラーリが創業40周年を記念して製作したスーパーカーである。公称最高速度は324km/hであり、発売当時は世界最速の市販車であった。288GTOから始まった特別限定車、いわゆる「スペチアーレ」の2代目となるモデルである。

## 概要

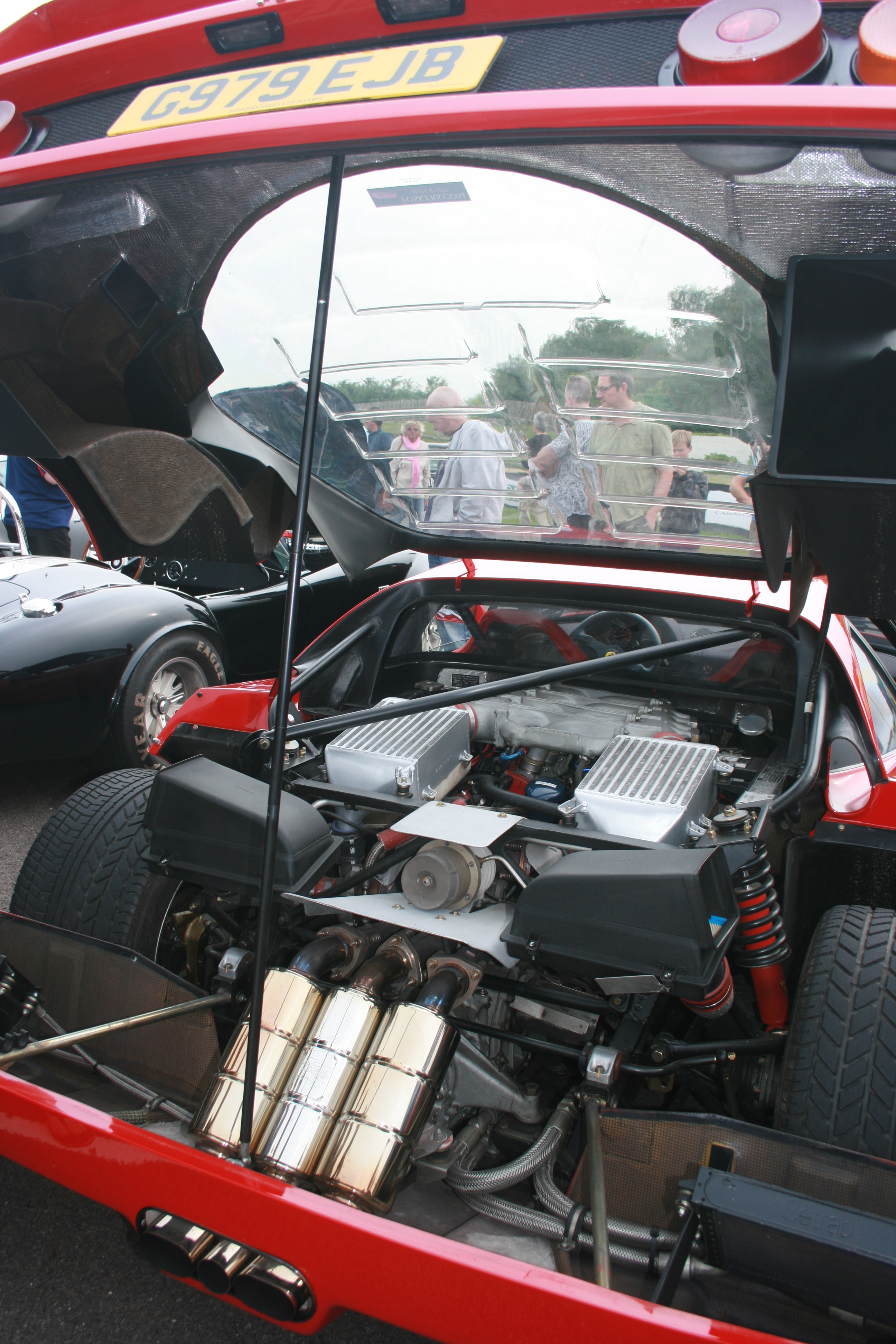
478psを発揮するV型8気筒ツインターボエンジン

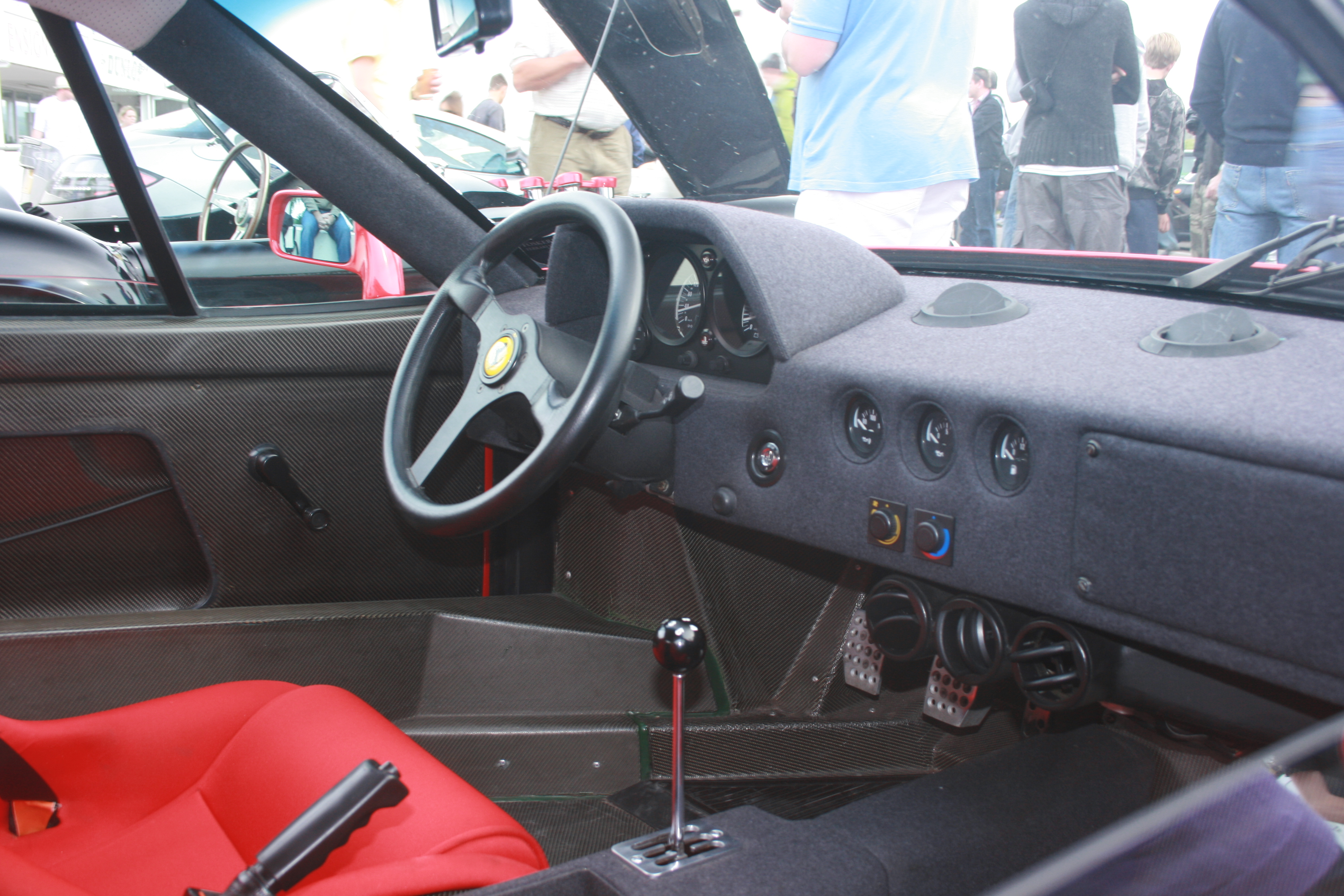
レース専用車両のようなコクピット

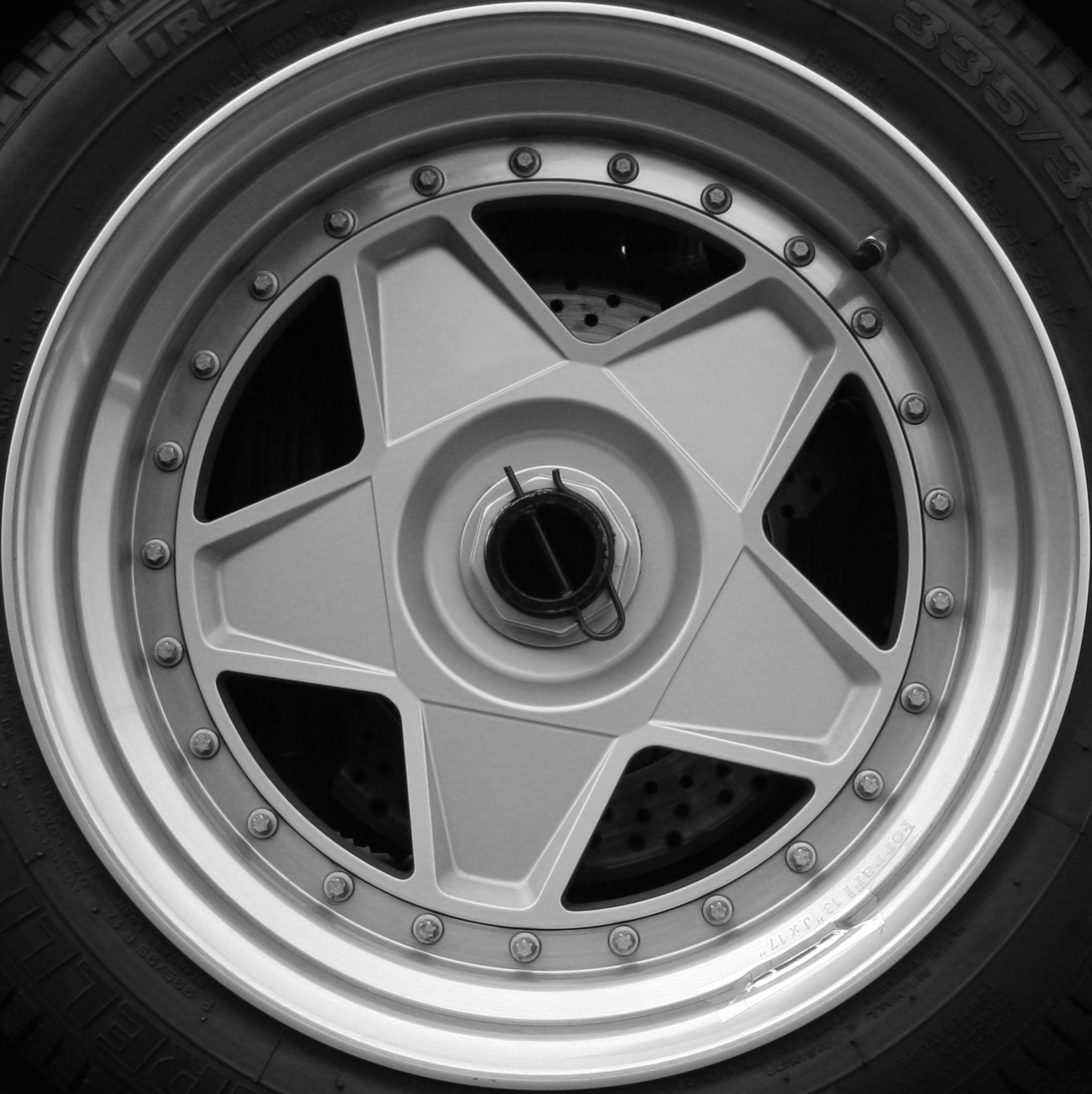
スプライン無しセンターロックハブを備えたスリーピースホイール。安全性を高めるためのRクリップが付いている。

F40は、フェラーリの創始者であるエンツォ・フェラーリがその生涯の最後に、同社の「そのままレースに出られる市販車」という車作りの基本理念を具現化したスポーツカーである。ボディデザインはピニンファリーナ。開発時のコードネームはル・マン24時間レースを意味する「LM」。1987年7月21日にマラネッロで開かれた発表会には、当時89歳のエンツォ・フェラーリが出席して自ら発表を行った。
車体の基本構成こそ1960年代のフェラーリ製レーシングカー、あるいは従来の市販フェラーリと同様の楕円鋼管チューブラーフレームによるスペースフレームシャーシであるが、当時開発されたばかりの複合素材や構造部接着剤といった最新のマテリアルを組み合わせた半モノコック構造とし、高い剛性を得ている。ボディ外板やカウルは全て複合素材製で、内装も素材が剥き出しとなっており簡素。ドアの室内側にはドアノブも無く、ワイヤーを引いてドアを開ける。サイドウィンドウは、手動で上下するガラス製のタイプと、ウィンドウ自体はアクリル製の固定でスライド式の小窓を備える軽量タイプの2種類から選べ、軽量タイプではドアの内張りがいっそう簡素なものとなる。シートも複合素材製のフルバケットタイプでリクライニングなどの調整はできず、3種類のサイズから選択できる。シートベルトは3点式が標準装備で、オプションで4点式も選択可能。
ステアリングやブレーキにはパワーアシストが一切ない上に、大パワー車ゆえのクラッチペダルの重さが話題になることが多かった。始動時には暖気が充分でないとギアが入らないという。燃料やオイルの漏れにも注意が必要で、実際にそれが原因と思われる火災で失われた車両もある。なお、エアコンは標準で装備されている。
フェラーリ・スペチアーレとしては製造期間が長く、改良が順次行われた。そのため前期型・後期型と区別されることもある。両者では吸排気系が異なるほか、後期型ではショックアブソーバーに車高調整機能が備わる。
パワートレインは、グループB規定で争われていた世界ラリー選手権（WRC）への参戦を目論んで開発されたコンペティションベースモデルの288GTOから引き継ぎ、改良を加えたインタークーラー式ツインターボエンジンのF120A型を搭載している。このエンジンは、ランチアのグループCカーであるLC2に搭載されているユニットをデチューンしたもので、ターボチャージャーは日本の石川島播磨重工（現IHI）製。なお、2,936ccという排気量は当時の国際自動車連盟（FIA）が定めたターボ係数1.7を掛けて5,000cc以下のクラスに収まるようにしたものと言われるが、具体的なターゲットとなったレースやカテゴリーは不明である。タイヤはピレリがF40のために開発した「P Zero」が標準だが、ブリヂストンの「POTENZA RE71」も装着された。ホイールの固定方式はセンターロック式。ボディカラーは公式には赤のみだが、黄色の個体も存在する。
出力特性はいわゆるドッカンターボであり、パワーバンドに入ると同時に急激に立ち上がる強大なパワーは多くの腕に自信があるドライバーを悩ませ、開発に参加したスクーデリア・フェラーリ所属のゲルハルト・ベルガーに「雨の日には絶対に乗りたくない」と言わせたという逸話も残っている。また、左ハンドル仕様のみであった。
トランスミッションは5速MTのみの設定だが、足が悪かった親会社フィアットの名誉会長ジャンニ・アニェッリの所有車は彼のテスタロッサスパイダーと同様の自動変速機構が装備されていた。
フェラーリ伝統の丸型テールランプ（後部方向指示器・後退灯・尾灯兼制動灯）は、308などと共通であり、後退灯を除きバルブが片側2つずつ使用されている。後部霧灯はリアバンパーに内蔵されるが、アメリカ仕様車では非装備。

### パフォーマンス
1988年マラネロにて、当時フェラーリのテストドライバーであったドリアード・ボルサーリによるドライブで、2方向の実測の平均で325.8 km/hを記録した。日本でも茨城県谷田部町（現つくば市）の日本自動車研究所（JARI）のテストコースにて、ベストモータリングなどによる動力性能テストで0-400 mで11.293秒(通過速度203.60 km/h)、0-1000 mで20.830秒というタイムを記録した。公称最高速度が320 km/h（≒ 200mph）を超えた世界初の市販車である。

## バリエーション
フェラーリ公式的にはF40 コンペティツィオーネとF40 LMは同バージョンとして扱われるが、ここではレースに参戦したモデルを「F40 LM」、サーキットユースのみのを「F40 コンペティツィオーネ」とする。

### F40 LM
当初1988年にル・マン24時間レースに設立される予定であったGTCクラスに規定に沿って製作された車両。しかしGTCクラス規定が頓挫したことによりIMSA GT選手権へと参戦することになった。
ミケロットにより大幅にチューンされた「F120B」ユニットを搭載し780psを誇った。大型リップスポイラー、ワイド化されたフェンダーと拡大されたドア部のNACAダクト、大型化リアバンパー内に増設したオイルクーラーと吸入ダクト、フロントの冷却アウトレットが特徴。1990年のIMSA参戦より大型の固定式ライトが採用されよく知られるF40 LMの姿になった。
F40 LMは市販版F40を改造して製作されたS/N 79890とS/N 79891の2台とF40のプロトタイプをベースに製作されたS/N 74045（1995年よりパイロットF40としてBPR GTに参戦した車両）の3台を指すことが多い。

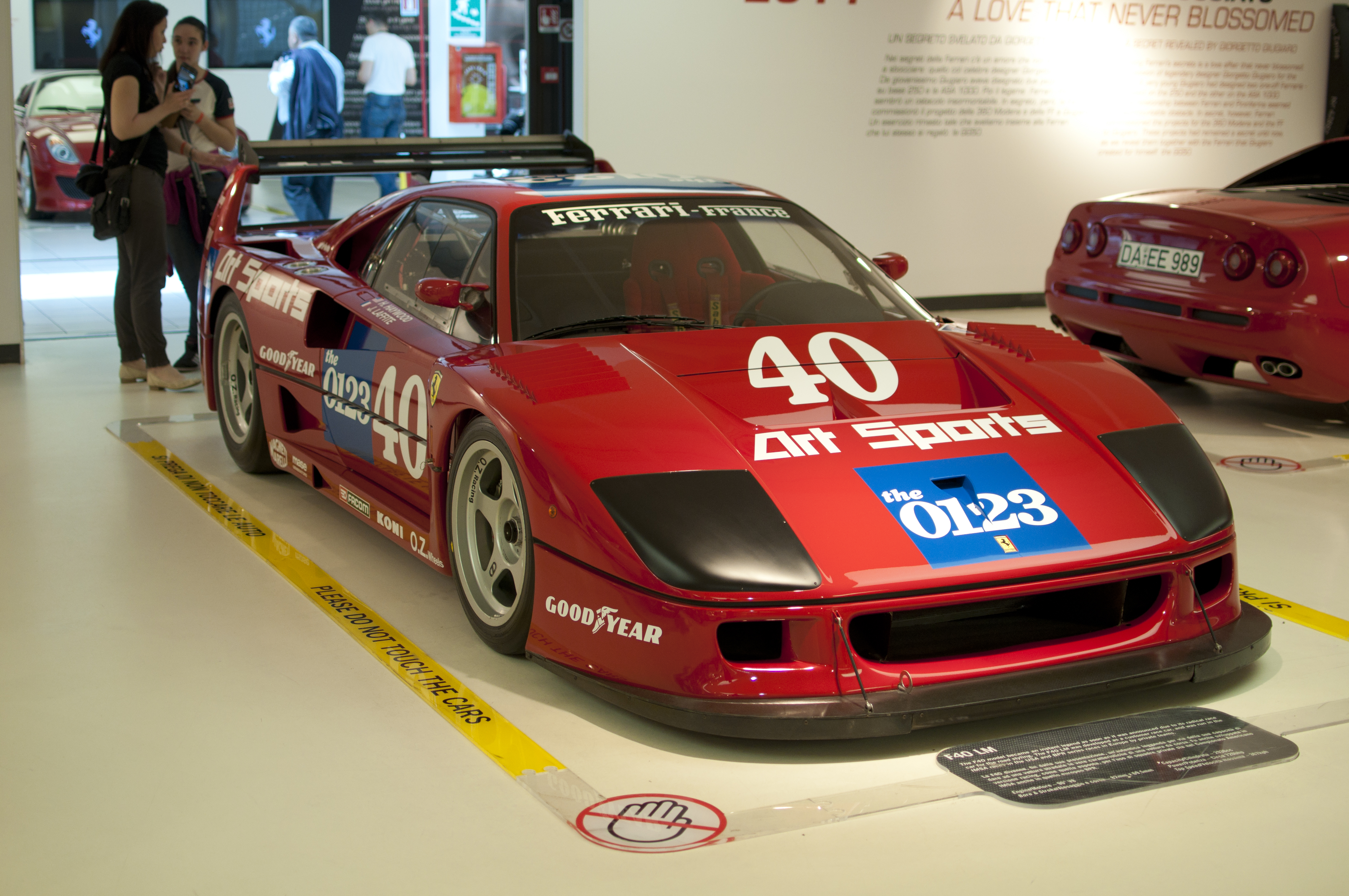
F40 LM

### F40 コンペティツィオーネ
IMSA GTで活躍したF40 LMの活躍を知ったフェラーリ愛好家の為に16台のみ製造されたモデル。初期の3台は愛好家の手に既に渡っていた市販版F40をベースに作られ、残りの13台は新造された。詳細はフェラーリ・F40 コンペティツィオーネ参照。

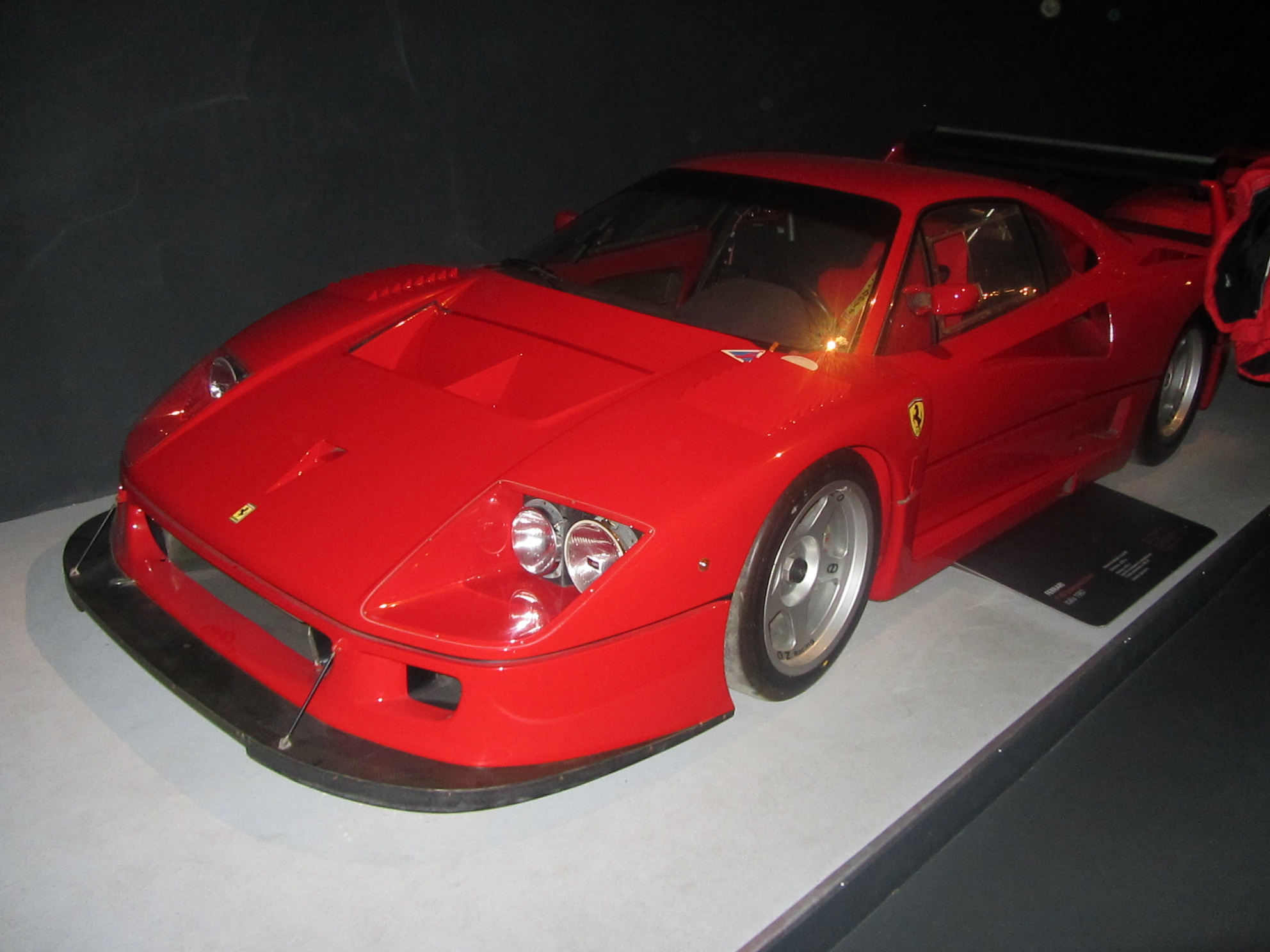
F40 コンペティツィオーネ

### F40 GT
イタリアスーパーカーGT選手権参戦のため7台が製造された。
外装は一般のF40とほぼ変わらない形をしているが、牽引フックの追加とサイドミラーの形状が変更されている。これは当選手権がグループN規定に非常に近いCSAI GTのレギュレーションを採用しており、改造の範囲が非常に狭かったことに起因する。一方でエンジンは590bhpまでチューニングされると共にCFRP製の軽量ボディパネル、サスペンションピボットのユニボール化、エンジンクーリングダクトのフラットフォー化などがされている。

### F40 GTE
BPR GT参戦のためACOの定めるGT1規定に沿って作られた。S/N 90001、S/N 82404、S/N94362、S/N 85015、S/N 88779、S/N 84503の6台が製作された。
1995年はエンジンは2998ccまで拡大し、39mmのリストリクターを装着した状態で630ps/7500rpmを発揮した。外装はF40 LMに近いがフェンダーが前後共に僅かに膨らみ、アメリカ仕様車に似たフロントスポイラーとリアバンパーを採用。フロントフェンダーにはエアを抜くためのダクトが追加された。
1996年は前年度途中から導入された3.5リッターエンジンを使用。リストリクター装着時では650ps、未装着だと800psを越えるパワーを発揮する。またミッションが前年度まで自社製の5速Hパターンを使用していたが、エクストラック社製のシーケンシャル6速へと変更されている。薄型のステーと車体幅まで拡大したリアウイングを採用した。

## 日本での販売
日本には1987年末に発表。新車価格は4,650万円であったが、当時バブル経済の真っ只中にあった日本では大幅なプレミアが付き、一時は2億5,000万円で取引されたこともあった。このように非常に高い価格で取引されたことから、「走る不動産」とも呼ばれた（自動車は「動産」）。日本の正規輸入台数は59台で、内訳はストラダーレモデルが58台、コンペティツィオーネが1台である。
各種メディアでも大々的に紹介され、テレビ番組『カーグラフィックTV』は谷田部テストコースでフルテストを行った。玩具化も盛んで、田宮模型、フジミ模型やレベル、イタレリ、ポケール、ブラーゴ、マテル、京商等の各社から模型化された。
日本での逸話としては、以下のようなものがある。
- 名古屋市の人材派遣会社「メイテック」が、同じ名古屋市の輸入車ディーラー「オートトレーディングルフトジャパン」からの提案を受け、社有車として購入。入社式で新入社員対象の体験試乗イベントを行った。当時の社長は創業者の関口房朗だった。しかし、関係者が運転中に、茶臼山高原道路上でエンジントラブルのため炎上し全損。新聞記事で大きな話題となった。
- あるジャーナリストが試乗（インプレッション）中に崖から転落し、そのクルマをマラネッロのフェラーリ本社で修理した。
- 1990年に発売された市販のビデオソフト「激走！フェラーリF40」において、F40を「エフホーテー」と呼びながら常磐自動車道を300 km/h以上で走行するシーンが問題となり、運転者の切替徹とビデオ販売会社が摘発を受けた[9]。

## モータースポーツ
F40の開発段階からレースへの参戦は考慮されていたようだが、発表当初は参戦できるレースもほとんどなかった。車体を構成する鋼管スペースフレームは1960年代以来の古典的なもので、参戦環境が整った1990年代には当時の最新技術を駆使したマクラーレン・F1がレース界を席巻しており、F40は時代遅れな状態となっていた。公にモータースポーツの場に姿を見せたのは、2000年の英国GT選手権が最後となっている。
1989年
ヨーロッパでは1989年のル・マン24時間レースに出場すべくF40LMが準備されたが、当時のル・マンはグループCの時代でエントリーが認められなかった。しかし同年10月、F40がアメリカのIMSAシリーズGTOクラスのラグナ・セカ1時間レースにスポット参戦し、ジャン・アレジのドライブで3位に入った。続くデル・マー1時間にはジャン＝ピエール・ジャブイーユのドライブで出走するもリタイアに終わった。
1990年
引き続きIMSA-GTOにジャン＝ピエール・ジャブイーユ等のドライブで数戦のスポット参戦をする。初戦のトペカ2時間はリタイア。ミド・オハイオ250kmでは3位。モスポートでは2位。ロード・アメリカ300kmでは2位。ワトキンス・グレン500kmでも2位表彰台を獲得した。
1992年
イタリア・スーパーカーGT選手権が始まり、ジョリークラブがミケロット製作のF40GTで3年間出場。ライバルもなく、連戦連勝した。
1994年
BPR GTシリーズが始まり、ストランデル エネア チームがF40GTおよびGTEで参戦するが、信頼性が確保出来ず1勝にとどまった。
前後してレギュレーションが改訂され、GTカーでのレースとなったル・マン24時間レースにも参戦を開始。初出場となったこの年は1台が出走するもリタイア。しかし、後の鈴鹿500kmでは優勝を果たしている。
日本国内においては全日本GT選手権に参戦し、このシーズンに1勝を収めているが、日本車に有利なレギュレーション改正がたびたび行われたため、活躍した期間は短かった。
1995年
BPR GTシリーズはフェラーリクラブイタリアから2台のGTE、パイロット・アルデックスレーシングからLMが1台参戦。GTEのデビュー戦であるモンツァではポールポジションを獲得。続くハラマ、ニュルブルクリンクでもポールポジションを獲得するなど、合計5度のポールポジションを獲得する活躍を見せたが、いずれも決勝での勝利には結びつかなかった。一方LMはアンデルストープ戦で優勝。これがこのシーズン唯一のF40の優勝であった。
同年のル・マン24時間レースには1台のLMと2台のGTEが出走。予選ではマクラーレンを上回る総合6位、7位、8位を獲得したが、本戦ではLMの総合12位GT1クラス6位が最上位で、同じGT1クラスで総合優勝したマクラーレン・F1からは28周遅れだった。
1996年
BPR GTシリーズはエネアの2台のGTE、パイロットのLMに新しくユーロチームのGTEが加わった。外見的にも前年度に比べると大きな違いが現れた。前年と同じく予選で良い位置につけることは多かったが、アンデルストープ戦でのエネアの1勝に留まった。BPR GTでは3年で1勝ずつ3勝で終わる結果となった。
同年のル・マン24時間レースにもLM1台とGTE3台が出走したがすべてリタイアした。
イタリアのヴァレルンガで行われたヴァレルンガ6時間レースで優勝を果たしている。
1997年
この年のル・マン24時間レースにはエントリーはしたものの出場しなかった。
1998年
フランスGT選手権に出場。
| タイサンSTARCARD F40 |  | タイサンSTARCARD F40 |
| タイサンSTARCARD F40 |  |                      |

## 注・出典
1. ↑  CG選集「フェラーリ」301頁
2. ↑  月刊『カーグラフィック1987年10月号』60頁。
3. ↑  月刊『カーグラフィック1988年9月号』90頁。
4. ↑  ネコ・パブリッシング『スーパーフェラーリ』p.117。
5. 1 2  ネコ・パブリッシング『ROSSO 1999年11月号』
6. ↑  現在ターボチャージャーを製造しているのはIHIターボである。
7. ↑  月刊『カーグラフィック』1989年6月号93頁。
8. ↑  雨の日には乗ってはいけない!? 過激なスペチアーレモデル ‘90 フェラーリF40 - 『カーセンサー』「VINTAGE EDGE」。
9. ↑  過去最高速度超過で逮捕「235キロ暴走男」に“伝説の最速王”がダメ出し - 東京スポーツ・2018年3月2日